# بيل باك
بيل باك (30 سبتمبر 1946 في المملكة المتحدة - )  (بالإنجليزية: Bill Buck)‏ هو لاعب كريكت بريطاني. لعب مع نادي مقاطعة هامبشاير للكريكت ‏ ونادي مقاطعة سومرست للكريكت ‏.

## وصلات خارجية
- بيل باك على موقع إي آس بي آن كريك إنفو (الإنجليزية)